# Richard H. Landau
Pour les articles homonymes, voir Landau.
Richard H. Landau est un scénariste et un producteur de télévision américain né le 21 février 1914 à New York (État de New York) et mort le 18 septembre 1993 dans le quartier de Century City à Los Angeles (Californie).

## Biographie
C'est le fils de l'agent Arthur Landau, connu notamment pour avoir révélé Jean Harlow.

## Filmographie partielle
Sauf indication contraire, scénariste

### Cinéma
- 1945 : Retour aux Philippines (Back to Bataan) d'Edward Dmytryk
- 1946 : Le Baiser de la mort (The Secret of the Whistler) de George Sherman
- 1947 : Rendez-vous de Noël (Christmas Eve)
- 1949 : Le passé se venge (The Crooked Way) de Robert Florey
- 1949 : Plaisirs interdits (She Shoulda Said 'No'!) de Sam Newfield
- 1952 : Le Visage volé (Stolen Face) de Terence Fisher
- 1953 : Les Aventuriers du Colorado (The Great Jesse James Raid) de Reginald Le Borg
- 1953 : Les Péchés de Jézabel (Sins of Jezebel) de Reginald Le Borg
- 1953 : Enquête dans l'espace (Spaceways) de Terence Fisher
- 1954 : Murder by Proxy de Terence Fisher
- 1954 : La Course à la mort (Mask of Dust) de Terence Fisher
- 1956 : Une blonde dans le Pacifique (Women Without Men) d'Elmo Williams
- 1956 : Hot Cars de Don McDougall
- 1956 : Cet homme est armé (The Man Is Armed) de Franklin Adreon
- 1955 : Le Monstre (The Quatermass Xperiment) de Val Guest
- 1957 : Voodoo Island de Reginald Le Borg
- 1957 : La Fille aux bas noirs (The Girl in Black Stockings) d'Howard W. Koch
- 1958 : Frankenstein contre l'homme invisible (Frankenstein 1970) d'Howard W. Koch
- 1958 : Le Salaire du courage (Violent Road) d'Howard W. Koch
- 1959 : La Reine du rodéo (Born Reckless) d'Howard W. Koch
- 1959 : La Mission secrète du sous-marin X16 (Up Periscope) de Gordon Douglas

### Télévision
- 1965 : Les Mystères de l'Ouest (10 épisodes) : producteur associé
- 1966-1967 : Commando du désert (16 épisodes) : producteur associé
- 1969-1973 : The Bold Ones: The New Doctors (45 épisodes)
- 1977-1978 : L'Homme qui valait 3 milliards (10 épisodes) : producteur